# 31179 Gongju
31179 Gongju este un asteroid din centura principală de asteroizi.

## Descriere
31179 Gongju este un asteroid din centura principală de asteroizi. A fost descoperit pe 21 decembrie 1997 la Chichibu de Naoto Satō. Asteroidul prezintă o orbită caracterizată de o semiaxă mare de 2,44 ua, o excentricitate de 0,19 și o înclinație de 3,5° în raport cu ecliptica.